# Religioni in Belize
Il cristianesimo è la religione più diffusa in Belize. Secondo il censimento del 2010 (l'ultimo effettuato), i cristiani sono il 73,8% della popolazione (con una maggioranza di cattolici); il 10% della popolazione segue altre religioni, il 15,6% della popolazione non segue alcuna religione e lo 0,6% della popolazione non specifica la propria affiliazione religiosa.

## Religioni presenti

### Cristianesimo
Secondo il censimento del 2010, i cattolici rappresentano il 40,1% della popolazione, i protestanti il 35,6% della popolazione e i cristiani di altre denominazioni il 2,1% della popolazione. 
La Chiesa cattolica è presente in Belize con una sola diocesi suffraganea (la diocesi di Belize-Belmopan), che dipende dall'arcidiocesi di Kingston in Giamaica.
Fra i protestanti del Belize, il gruppo più numeroso è costituito dai pentecostali (che rappresentano l'8,5% della popolazione), seguiti dagli avventisti del settimo giorno; sono inoltre presenti anglicani, battisti, mennoniti, metodisti, seguaci della Chiesa del Nazareno e un piccolo gruppo di appartenenti all'Esercito della Salvezza.
In Belize è presente un piccolo gruppo di ortodossi nella città di Santa Elena, seguiti da una parrocchia della Chiesa greco-ortodossa.
Fra i cristiani di altre denominazioni vi sono i Testimoni di Geova e la Chiesa di Gesù Cristo dei Santi degli Ultimi Giorni (i Mormoni). 

### Altre religioni
In Belize sono inoltre presenti gruppi di seguaci del bahaismo, dell'islam, dell'induismo, del buddhismo e del rastafarianesimo.